# Fnideq
Fnideq (alternativt Fnidq eller Castillejos) är en stad i Marocko och är belägen i prefekturen M'Diq-Fnideq som är en del av regionen Tanger-Tétouan-Al Hoceïma. Folkmängden uppgick till 77 436 invånare vid folkräkningen 2014.